# Hyundai N Vision 74

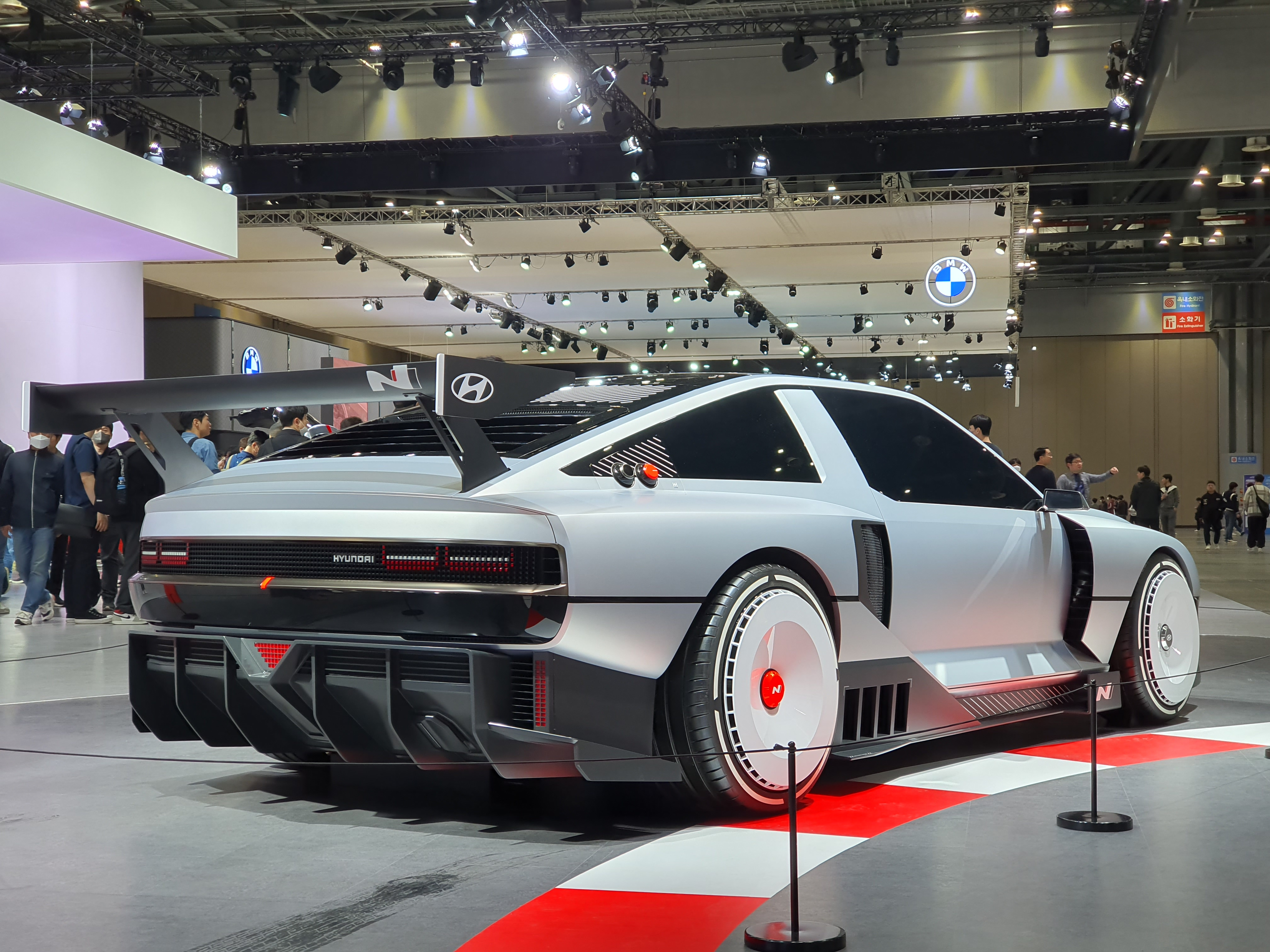
Spate

Hyundai N Vision 74 este un concept alimentat cu hidrogen prezentat în iulie 2022. O versiune de serie urmează să fie lansată în 2026.